# はちゅねミクの日常 ろいぱら!
『はちゅねミクの日常 ろいぱら！』（はちゅねミクのにちじょう ろいぱら！、hachune MIKU no nichijo ROIPARA!）は、原作：Otomania、作画：たまごによるユニットおんたまによる日本の漫画作品。音声合成ソフト「初音ミク」のキャラクターをめぐるメディアミックスのひとつである。
『月刊コンプエース』（角川書店）にて2008年2月号より2011年10月号まで全67回が連載された。2008年7月号より、2本立てとなっている。
また、コンプエースの姉妹誌である『コンプティーク』（角川書店）のVOCALOID情報ページ「VOCALOID STATION」に『出張版』が2008年5月号から、2008年10月から2011年12月までコンプエース公式サイトにて10日・26日の月2回更新でWEB版が全75回、2010年3月からコンプティークモバイルにてWEB版とほぼ同じタイミングでモバイル版が全26回それぞれ連載された。

## 作品概要
クリプトン・フューチャー・メディア（以下クリプトン）の音声合成ソフト「キャラクター・ボーカル・シリーズ」の第1弾である初音ミクをデフォルメしたキャラクター（派生キャラクター）「はちゅねミク」を、キャラクター原案のおんたまが4コマ漫画化した作品。
「はちゅねミク」はクリプトン公認のちびキャラであるが、「公式」ではない。この点は「メーカー非公式 初音みっくす」（KEI、『月刊コミックラッシュ』（ジャイブ）連載）、「ちびミクさん」（みなみ）と同様である。
「ろいぱら！」というタイトルはOtomaniaがクリプトンのVOCALOID担当であるwatこと佐々木渉にタイトル案を聞いたところ決まったもの（1巻あとがき）で、その名から想像がつく通り「ボーカロイド」と「パラダイス」を合わせたものである。本作の話数カウントは「ねぎの○」（本編とWEB版。出張版はカウントなし、モバイル版は「その○」）で、サブタイトルは原則「はちゅねミクの～」となっている。
フォーマットは、本編は原則4コマ×11の一話完結型、出張版およびWEB版は4コマ×1の一話完結型、モバイル版は4コマ×1で全体を通して一続きのストーリーとなっている。本編が長い場合はside-Aとside-Bに分割されている（4コマ×11×2面。話数カウントは、3巻まで同じ、4巻は別）。
本作は後述の通り騒動が多発するなどドタバタ色が強いが、これはOtomaniaとたまごが共に大阪府大阪市出身・在住であることが大きい。Otomaniaが4巻あとがきで「ひとつの完成形と言っても過言ではない『笑い』」と評する吉本新喜劇の影響も強く受けている。
各巻単行本の奥付には「初音みっくす」「ちびミクさん」同様、クリプトンの承諾を得て発行している旨とVOCALOIDがヤマハの登録商標である旨について明記されている。著作権表記は、
- 単行本4巻で「(C)ONTAMA 2011 (C)Crypton Future Media, Inc. www.crypton.net」
  - 3巻までは「(C)ONTAMA 2010 (C)Crypton Future Media, Inc. ALL RIGHTS RESERVED」
- 単行本（1 - 3巻）付録のパソコン用壁紙で「(C)Crypton Future Media, Inc. ALL RIGHTS RESERVED (C)KADOKAWA SHOTEN (C)Ontama」
- 米子市のホームページで「(C)おんたま／角川書店・(C)Crypton Future Media, Inc.」
- ルネサス エレクトロニクスのホームページで「(C)Crypton Future Media, Inc. www.crypton.net (C)おんたま／角川書店」

などとなっており、おんたま・角川書店・クリプトンの表記順は特に決まっていないが、クリプトンの社名に関しては全て英語表記になっている。
ねぎの67「はちゅねミクとぼかろ荘」をもって連載終了。4巻あとがきにてOtomaniaが「近いうちにパワーアップして戻ってきます」とコメントしていたが、2012年5月号から同じおんたまコンビによる『ミクぼん』の連載が開始された。

## あらすじ
ぼ～かろいどのためのアパート「ぼ～かろいど荘」。ある日、その管理人メィコに大家のWATからハガキが届く。メィコが「珍しいなぁー」と思いそのハガキを見ると、文面は「メィコさん江 本日 そちらに新人が届くので面倒を見てあげてください。 クリプトン WAT」。「届く」という表現にメィコが驚いたのも束の間、ハガキを読んだその直後にニコニコ宅急便で送られてきたのは「産地直送」と書かれた重い段ボール箱。「も～、何が入ってるのよ」とその箱を開けると、箱の中に入っていたWATからの荷物は、何と大量のネギとネギの中から顔を出していた謎の存在。その存在こそが、WATが「今日届く」としていた新人ぼ～かろいど、自称「電子の妖精」こと「はちゅねミク」だった……。

### モバイル版・バンド編
「たまにはボカロっぽいことやりたくね？」と、突然バンド結成を提案したミク。担当楽器における紆余曲折もありながら、「最高のバンドにしようぜ!!」と意気込む4人。しかし「アンプを接続しないと大きな音は出ない」というエレキギターの基礎も知らないミク……。果たして、このバンドは本当に上手くいくのか？
編成
- ミク - ギター
- リン - ドラム
- レン - ベース
- ルカ - キーボード

楽器はレンのベースはカィトのお下がりで、それ以外は全て新品。購入費用はメィコが全て経費に計上した。

## 登場人物
（）内およびリンク先は本作の登場人物の元となった製品、キャラクター。名前のみの登場も含む。

### ぼかろ荘
はちゅねミク
本作の主人公。WATからネギとともにニコニコ宅急便で送られて来た新人ぼ～かろいど。自称「電子の妖精」。初めて会った人には「はちゅねまして」と言いながら鼻にネギを突っ込む（以下鼻ネギ）癖がある。好きな物はネギ全般。何かを誘う時は「～やらないか？」と言うが、更にその時によく「ウホッ」と言う。
リンやメィコを怒らせて挙骨制裁を食らう事が多い（メィコのそれでのたんこぶはリンですら「でか……」と呆れるほど大きい）。
体内のネギが切れると「はつねミク」（後述）に変身してしまい、ミクに鼻ネギをすると元に戻る（ねぎの12 side-Bで自分自身にやった事もある）。なお、ネギが無いショック（嘘の場合も含む）でも同様の状態になる。
子供なのでコーヒーは飲めない（後述）。
また基本的にぼ～かろいどのはずなのに誰も歌っていないがミクのみ「KAITO」を用いて作られたニコニコ動画で人気の曲の一節を歌っている。
夏やスイカといえばスイカ割りというほどにスイカ割りが好きで、プールでもやろうとする（後述）し米子市ではネギ太を棒の代わりにしようとした（ねぎの44）。最悪、その「スイカ」が「人間の頭」であっても一切容赦しない（この犠牲になったのが貞松。後述）。
髪型はデフォルトこそツインテールだが、それを団子（シニヨン）にして「ツインテール」ならぬ「ツイン団子」にしている事がよくある。
部屋にはたこルカの飾りがある（ねぎの37）。
本作の関係者ではたまごのポジションにあたる。
はつねミク
はちゅねミクのネギが切れた結果、オリジナルの「初音ミク」同然に変身してしまった状態。この時は敬語を使い、ドジッ子属性になる。前述の通り、ミクに鼻ネギをしない限り元の「はちゅねミク」には戻らない。
変身してしまう正式な理由は前述の通り「はちゅねミクのネギが切れたから」だが、アンは「ミクが魔法少女だから」と決め付け（理由は後述）、メィコも納得していた（ねぎの6 side-B。当のミクは「よくないっ！」と反論。挙句には、アンはハクにミクを「超時空シンデレラ魔法少女」と説明して、ハクから「テイクアウトOKですか？」とまで言われてしまう始末（ねぎの11 side-A）。その後もハクからはバイトのオーダー取りの際に指名されたりテイクアウトされる寸前に陥ったりした（ねぎの12 side-A。ネルが拒否したため回避）。
ミクが変身したのを見たルカは「ミクさんが成長した!?」と呆然とし、リンに説明を求めていた。ただし、その中身は「初音ミク」ではなくあくまで「はちゅねミク」であるためコーヒーは飲めない（後述）。
メィコ
管理人。大の酒好きで、酒癖の悪さは相当なもの。ミクとリンからは「めーちゃん」と呼ばれている。
面倒見の良い性格。カィトに好意を抱いている（この事は当のカィト以外全員が知っている）。
天然なところがあるのか、WEB版ねぎの51でツイッター（Twitter）とツイスター（Twister）を間違えている。
実はぼかろ荘で一番の力持ちであるが、その能力は（激怒しない限り）行使しようとしない。「メィコ＝力持ち」関係はぼかろ荘では禁句だが、たまにルカが仕出かしてリンが焦る（後述）。ただし、クマ店長を脅したりカィトを殴ったり投げ飛ばしたりするのは日常茶飯事。その上カィトをぼかろ荘で殴ったり投げ飛ばしたりすれば、その度に被害がぼかろ荘の建物にまで及ぶ。カィトを殴る時の決め口上は「カィトくんのバカ!!」。ねぎの3でカィトへの激怒かはつねミクへの嫉妬かリンゴを握りつぶしていた。
ねぎの30での誕生日パーティー（実際の誕生日はパーティーの前日。「MEIKO」の発売日を誕生日と見なした場合は11月5日生まれという事になる）ではミクから「ク○プトンのM黒さんやグッ○マのミカタン、コン○エースのS田さんも読んでいる」結婚情報誌を渡され落ち込んだ（ミクに助言したのはハク。リンは「色んな意味でウチ知らんで」と呆れた）。
カィト
保守担当。夏でもマフラーを巻いている。はちゅねミクとの初対面時にロリコン疑惑を掛けられる。
気弱かつ温厚でめったに怒る事は無いが、夏でも冬でも食べるほどの好物であるアイスの事となると逆上して上半身だけ裸になる（例：ミクにネギのため食べられた、猫にアイスを奪われた、等。その際もマフラーは巻いたまま）。そのアイス好きは凄まじく、ねぎの32 side-Bではメィコ達が作った大量のチョコアイスを一気に食べてしまうほど（ただし、その副作用として凍る。ミクからは「一気に食い過ぎだ!!」と怒られリンはカィトを元に戻そうと「お湯！ お湯！」と湯を取りに走った）。
メィコの恋心には全く気が付いておらず、メィコの神経を逆撫でする発言もしばしば（特にアンやはつねミクを見て）。
自らぼかろ荘の保守担当を引き受けている他、様々な副業（例：株取引、フランチャイズの加盟店オーナー、執筆業、等。ねぎの38で判明）をこなして生計を立てている。
ねぎの41でアンがコミックマーケットにサークル参加した際にコスプレをさせられる（後述）、ねぎの36 side-Bで酒に酔ったルカとメィコに絡まれる等、本作ではクマ店長と並んで最もひどい目に遭っているといえる。しかし、ねぎの27ではプールで溺れた子供を助ける、監視員に怒る（いずれも後述）等、いざという時には別人のようになる。
かぐぁみねリン
ねぎの2より登場。レンの双子の姉。ミクの妹分で、ミクを「ミク姉」、カィトを「カィト兄」と呼ぶ。ミカンが大好物。
本作では関西弁を話し、的確かつ迅速なツッコミおよびミクの相方をこなす。ミクに対しては挙骨制裁を行う事もしばしばで、最悪、ミクの頭をハンマーで殴る事すらある。ルカには×印の付いたマスクを付けさせた事もある（ねぎの38）。ねぎの5ではバーチャルRPG内でトラクター→ロードローラーに乗っている。
オリジナルの「初音ミク」と「鏡音リン」の身長と体重（前者：158cm／42kg、後者：152cm／43kg）が原因（2巻出張版「縦と横」）でミクからよく食いしん坊扱いされる（後述）。
ネギの切れたミクが「はつねミク」になるのを見て、自分もミカンを我慢すると大きく（「かがみねリン」、つまりオリジナルの「鏡音リン」同然に）なれると思っており、「色々20％増量!?」と変身した姿を妄想したりするが、我慢も空しくミカンが切れる気配はない。
関西弁を話すだけあってか粉モノにはうるさく、ねぎの11 side-Aでクマ店長が「今晩の祭りにたこ焼き屋を出す」と言ったのを聞き自ら屋台に立った。その後、海の家「ぼかろ」のたこ焼きは「伝説」にまでなったという。
驚いたり何かを閃いたりするとヘッドセットにあるリボン状の飾りが跳ね上がる（例：ルカ越しでレンに自身の秘密を暴露された、ルカに心を読まれた、アンがコーヒーを飲んだ、ぼかろ荘の床が抜けた、アンがカィトにキスした、等）。目も当初は何本もの直線を重ねた目（リンの妄想ではごく普通の目）だったが次第に現在のようなジグザグ型になっている。口が四角く開いたのはねぎの23 side-Bの1コマだけで、それとリンの妄想以外は全て三角形に開く。
本作の関係者ではOtomaniaのポジションにあたる。
かぐぁみねレン
ねぎの2より登場。リンの双子の弟。
本作ではセリフは一切なく、会話できるのはリンとルカのみ。ただし、しゃべらなくても他人とのコミュニケーションはとれる（ねぎの42）。
いつもボーっとしているか、隅っこで何かを食べている。好物はバナナ。
女性の多いぼかろ荘の中では男同士という事で、カィトを兄のように慕っている。
なお、紛失対策としてレンの財布にはぼかろ荘の電話番号が書いてある（後述）。
すぃ～とアン（VOCALOID2英語版の「SWEET ANN」）
ねぎの6より登場した外国人ぼ～かろいど。昼間は音楽教室の先生、夜は近所の公園の平和を守る「正義の味方」。登場当初は公園で生活していた（如何せん初登場は公園の土管である）が、メィコの計らいでぼかろ荘に住む事になった。
日本に来る前は、ルカ専属の音楽教師だった。しかも、そのルカを背負うほどの体力を持っている（ねぎの25）。
重度のアニメオタク。マンガやフィギュアは「ひとり同人誌即売会」ができるほど大量に保有しており、ねぎの41ではとうとうコミックマーケット（後述）に同人サークルとして参加した。ねぎの43ではゲームセンターで「初音キク Protect DIVA」をプレイしていたら人だかりができていた（そのハマりぶりを見たミクとリン、ゲームセンターの店員からは呆れられる始末）。節分では「うる星やつら」のラムとおぼしき格好をした（後述）。はちゅねミクが「はつねミク」に変身した理由を「ミクが魔法少女だから」と決め付けたのもこのためである。
コーヒーは飲まず嫌いだったが、ミクたちに煽られて意地で飲んだところ意外といけたらしく飲めるようになった（後述）。
ルカの母親の酒癖の悪さを知っており、ねぎの36 side-Bでルカとメィコがカィトに絡んだ際にルカが酔っているとすぐに気づいた。
カィトとレンがお風呂に入った時、ルカが「カィトとレンが入浴中に秘密の特訓をしているらしい」と言ったのを聞き、危険な妄想を浮かべている（ねぎの34。実際に当の2人がやっていたのは水鉄砲のようなもの）。
ルカ・メギュリネ
ねぎの19より登場。セレブ系お嬢様ぼ～かろいど。庶民の文化を学ぶため、ぼかろ荘へホームステイにやってきた。
飲み物はコーヒーよりお茶の方が好き（リンも同様）。お茶はアールグレイやダージリンも好きだが、一番好きなのは玄米茶。そう答えたところリンから「庶民的やな！」と言われる（ねぎの33）。他にも寿司のガリを好む（ねぎの19）など、お嬢様とは思えない行動をとる事が多々ある。
他人の心の声を聞く事ができるため、リン以外で唯一レンと会話ができる（ねぎの33でリンの心も読んだ）。自分専属の音楽教師だったアンをかなり慕っている。ただ重度の天然であり、よくボケを言ってリンにツッコまれる。
料理の才能は皆無なうえに味音痴。ぼかろ荘の面々でシュールストレミングを食べる事ができるのは、日本に持ってきた張本人であるアンを除けばルカが唯一（いずれも後述）。
驚くと口をあんぐりさせる上にクエスチョンマークが現れる（例：ミクが成長（＝変身）した、レォンが壁によじ登っていた、等）。
メィコや自身の母親と並んで酒癖が悪く、花見の席でぶどうジュースと間違えてワインを飲んだ際、メィコと一緒になってカィトに絡んでいた（ねぎの36 side-B。ルカが飲むはずのジュースはカィトが飲んだ）。
なお、オリジナルの「巡音ルカ」は設定の関係で肌が真っ白だが、本作のルカの肌の色は他のキャラクターと共通である。顔も半ばおかめ（？）のような顔をしており、余程の事態が無い限り笑顔を絶やさない。
本作の関係者では貞松のポジションにあたる。
WAT
大家。後述。

### ぼかろ商店街
あきたネル
ねぎの8より登場。金髪で、サイドテールが特徴。
性格はツンデレ。常に携帯電話を持ち歩き、何かしらをインターネットの掲示板に書き込んでいる。携帯電話は、初登場時の機種はスライド型の一般的な携帯電話（所謂ガラケー）だったが、コンプティーク2011年7月号の出張版「ネルとハク」（4巻）での機種はドコモ スマートフォン（docomo with series）Optimus bright L-07C。それでメールを送っていたところミクから「ケータイのプロ」と言われる（ネルにしては大した事ではない様子）。
携帯電話を拾ってくれたレン（ネルの視点では美少年）に恋心を抱いている（ねぎの11 side-Bでハクが拾った際は絶叫した）が、ツンデレな性格ゆえ、素直な気持ちを伝えられない。驚いた時に猫のような表情になる。
ツンデレが発動するたびにぼかろ荘の面々から痛い目に遭う。ねぎの20 side-Bではくりぷと青果店で威勢よくレンに「らっしゃいやせえ!!」と言った直後に「別に会えてうれしいわけじゃないんだからねっ！」と言うも「うれしいんか」と発言がリンにひっくり返された。その後も「レンきゅんのために毎日バナナの品質管理を徹底してるんじゃないからねっ！」→「してるんか」、「こっそり撮影した写真で抱き枕なんか作ってないんだからねっ！」→「作ったんか」と、結局全ての発言がリンにひっくり返された。ねぎの12 side-Aでも「ところで、あなた（はつねミク）がいるって事は……」と言った途端に「レン君ならちゃんと後で来ますよ」と想像を見抜かれた（ネルは「そんな事思ってないんだから!!」と否定。当のレンはside-Bで来店）。
ねぎの12ではファミレス「くりぷと」でバイトをしていたが、ねぎの13からは「くりぷと青果店」で働いている。
よわねハク
ねぎの9より登場。女性ぼ～かろいどの中で唯一長ズボンをはいている。飲んだくれで、弱音や自虐的な事ばかりを話す。ミクを「ミク姉さん」→「姐さん」と呼び慕っているが、当のミクからは少し避けられている。
ねぎの13からは「ねぎの専門店クマ」で働いているというより事実上店を仕切っている。ねぎの52での年末商戦では年越しそばの需要を見越して「カモネギそばセット」を開発するなど、商売に関する才能は高い。
持ち前の迫力ある怖さに加え、クマ店長の弱みを握っているためにクマ店長もハクには逆らえない（例：「ミク姉さんの家（ぼかろ荘）を教えないと毎夜枕元で弱音を吐きますよ」、「店長が配達中に店のテレビの録画が急に始まったんですが、『ま○んちゃん』という予約を設定したのは店長ですか？」、等）。更にネルが前述のL-07Cでメールを送っていたころにはわら人形を持っており、ハクを見たミクが「こっちは（メールじゃなくて）怨念を送ってるー!!」と蒼ざめた。
クマ店長／ラスボス（「くまうた」に登場する白熊）
ねぎの5でWATの依頼でミクたちがやったバーチャルRPGのラスボスの白熊。その後、ねぎの9で海の家「ぼかろ」の雇われ店長として登場。また「海の家では夏場しか収入がない」ということでねぎの13からはぼかろ商店街に「ねぎの専門店クマ」を開いている。語尾に「～クマ」とつける。
当人（熊）は「ラスボスはやめてクマ！」と発言している事からあまり「ラスボス」という名前は好んでいない様子。
ミク、リンやハクには散々な目に逢わされている（例：売り物のネギをミクに食べられる、ミクとリンに火あぶりにされる、ハクに油性ペンキで文字通りの「客寄せパンダ」にされる、等）。更にはぼかろ荘へ配達した際にシュールストレミングの臭いで倒れた（後述）。
「ねぎの専門店クマ」は前述の通り事実上ハクが仕切っているために、遂にねぎの52でミクとリンからは「もうハクが店長でよくね？」「その方がお店的にもええんちゃうん？」と言われてしまう。
レォン（VOCALOID英語版の「LEON」）
ねぎの12 side-Bより登場。ファミレス「くりぷと」の店長。ねぎの13からは多角経営（ネル曰く「気まぐれ」）でぼかろ商店街に「くりぷと青果店」を出店している。更にねぎの26でプールを経営する事になったと語っている（後述）。
ミクやネルからの言葉攻めやメィコとルカの放置プレイを受けて快感を覚えるマゾな一面も覗かせる事もあるが、そのせいかまともな接客が出来ない（ねぎの26でネルに怒られたほど）。
実家はお金持ちのようで、花見の場所取りに大量のSPを動員したり、「ロマネ・コンティ」と思われる高級酒を大量に保有していたり、ねぎの65では「使わない」とぼかろ荘にダイソンの羽根のない扇風機を譲ったりする。
初登場の際、自らデザインしたウエイトレス（スカート）の格好で登場し「その服着て出てこないでって言ってるのに！」とネルからトレイを投げられた（この時リンに「なんやあのきっついのは……」と言われている）。
言葉責めで昇天してしまい「君等の愛した店長は氏んだ！」とミクに自分の店を乗っ取られた事がある。

### 企業
以下の人物は全員が各社に勤務する実在の社員。

#### クリプトン・フューチャー・メディア
WAT
本名：佐々木 渉（ささき わたる）。
ぼかろ荘の大家。ぼかろ荘にはちゅねミクを送った張本人。基本的に登場は名前のみ。クリプトンのVOCALOID担当にもかかわらず様々な事業に手を出している（例：食品製造（会社として）、海の家経営（個人で）、等）。
ぼかろ荘に電話を掛ける際は「お宅の大事な娘さんは預かった」等と嘘をつくのがお約束（ねぎの18）。その際、メィコは引っかかってしまったがリンには即座にバレた（リンによると「いつもそんな言い回しするやん」）。
作中どころか当の佐々木本人もちょくちょく騒動を起こす。例としてクリ☆ケンと東京へ出張していた時に、移動中に歌舞伎町を横切ったところ警察から職務質問されてしまい、Otomaniaとの電話中に「都会って怖いっスね」と笑った（2巻あとがき。Otomaniaから「あんたたち何してたの!?」とツッコまれる）。
わっしょい
本名：目黒 久美子（めぐろ くみこ）。
ねぎの35とねぎの48のゲスト（前者は電話越しのセリフ、後者は運動会の実況のみ）。クリプトンのモバイル担当。新型の携帯電話を開発しようとぼかろ荘の面々に協力を仰いだ（ねぎの35）。大好物はジャガイモ。
ぼかろ荘の面々に何か秘密を握られている（その1つは後述）。
クリ☆ケン
ねぎの12 side-Aにて店長代理として登場。後述のクリケンジャーの名前は本人に由来する。

#### ルネサス エレクトロニクス
掲載当時はNECエレクトロニクス。ミクによると社内にミクのファンがいっぱいいるらしくリンが羨ましがっていた。
超電磁P（ちょうでんじピー）
本名：森岡 澄夫（もりおか すみお）。
3巻出張版「NECとコラボ」に名前のみ登場した技術者。ロケットの打ち上げを計画しているが、ミク等にはちゅね親衛隊長名義でメールを送って来るようでリンが「ほんまにその人すごいん……？」と疑問を持ってしまう。

#### グッドスマイルカンパニー
ミカタン
ねぎの30で名前のみ登場。前述。
なお2017年現在ミカタンはグッドスマイルカンパニーを退社している。

#### 角川書店
貞松、中川共に単行本のあとがき4コマに登場。あとがきではS松さん、N川さんとなっているが、スタッフリストには本名が記載されているため、伏せ字の意味が無くなっている（4巻あとがきにてOtomaniaも「伏せる意味はあまりないですが」と認めている）。
貞松 佳太（さだまつ けいた）
おんたまの担当編集者。コンプエースは連載当初から3巻まで担当を務め4巻は中川に引き継いだが、コンプティーク、WEB版、モバイル版、単行本等の担当は当初から一貫して貞松が務めている。
重度の天然であり、ルカのポジションにあたる。ネタはOtomania曰く「たまごさんの3倍ありますよ」（3巻あとがき）。
おんたま達によりセクシー貞松というあだ名がつけられている（出張版と単行本2巻のカバーを外した裏表紙）。
作中にも登場しているが、その度にもはやカィト以上にとんでもない扱いを受けている。ねぎの46では泥棒や誘拐を試みてぼかろ荘に侵入するが「プロレスごっこ」としてミクに仕掛けられたチョークスリーパーで気絶。気がつくと土の中に首から下を埋められた挙句金属バットで殴られそうになった（後述）。ねぎの53では雪山に閉じ込められた挙句ミクたちが乗っていたソリが激突してしまう。
どういう訳か打ち合わせで好きな漫画は『日常』だと語っている（4巻）。
中川 香織（なかがわ かおり）
貞松に代わる新しいコンプエースでの担当編集者。
とてもマメでOtomaniaは誕生日の午前0時に一番乗りで中川からお祝いメールが来たという（4巻あとがき）。
多少豪快なところがあり、たまごが仕事で一緒の部屋に泊まった際に、部屋につくなりパンストを脱ぎだした事をたまごに暴露された（4巻）。たまごのコメントは「無防備すぎです」。

### おんたま
Otomania、たまご共に単行本のあとがき4コマに登場。前述の通り共に大阪府大阪市出身・在住。Twitterのユーザー名が自身の公式サイトのドメイン名（ドットをアンダースコアに変えたもの）になっているのも共通。
Otomania
原作担当のミュージシャン。自画像は一貫して眼鏡をかけた猫。
本作の関係者ではクリプトンと角川書店を含めても唯一のツッコミ担当であり、リンのポジションにあたる。
たまごと同じ漫画家の中条比紗也とは知り合い。
2月22日生まれ。男性。
たまご
作画担当の漫画家・Flashアニメ作家。デフォルトの自画像は狸だがTwitterのアイコンは1巻出張版「コードネームはACT2」でのリンとレン→「Vocalogemini」（後述）の服装のリン等、1巻の自画像はおしゃぶりを咥えてガラガラを持った女の子。
貞松と負けず劣らずのボケ担当であり、ミクのポジションにあたる。2巻あとがきでは貞松との勝負になってしまった（たまご：「芸人魂」→「芸人塊」、貞松：「線種（せんしゅ）」→「せんたね」）。
ビール好きだが利きビールは出来ない（4巻あとがきで利きビールをした際に「これは絶対キ○ンじゃない！」としたが、店員から告げられた正解は「キ○ンです」）。
1月8日生まれ。女性。
たまご本人はこの項目について「内容が細かくてびっくりした」と感想をTwitter上にてつぶやいている。

### ゲスト
特に記載が無い人物についてはいずれも後述。
ぶち
ねぎの21に登場した野良猫。
超合金はちゅねミク
ねぎの35 side-Bに登場。ミクがわっしょいに「みんなの意見」と嘘をついたことで開発されたロボット。
ピアプロ戦隊クリケンジャー／クリプトン精鋭部隊
前者はねぎの35 side-Bに、後者はねぎの47 - 48に登場。クリプトンのメタボ3人組。
クリケン1・2・5号がいるが、3・4号はいない。
名前の元ネタは、前述のクリ☆ケンから。
老婦人
ねぎの42に登場した老婦人。
ウメさん
ねぎの43に登場したゲーマー。対戦型格闘ゲームの全国大会で優勝した経験を持つが、今回のミクとの勝負で負けてしまう。しかもミクの勝因はミク曰く「相手の攻撃に合わせてペチペチやっただけだよ？」。
ヨネギーズ
ねぎの44のゲスト。ネギ太とネギ子の2人組。ネギ太は2回ミクに噛みつかれた。
ショウタ
ねぎの57 - 58でリンが出会った少年だが、実は木から落ちて転落死した幽霊。
老人
ねぎの62に登場した、ホームレスを装っていた老人。実際は企業の会長職であった。

## 用語

### 舞台
基本的にVOCALOIDかクリプトンが店名・施設名の元となっている。
ぼ～かろいど荘
本作の主要舞台であるアパート（というよりは寮）。WATが大家、メィコが管理人、カィトが保守担当。通称ぼかろ荘。
建物が古く、ねぎの7でシロアリの存在が発覚したり、ねぎの37で雨漏りが発生したり（後述）、ねぎの38で床が腐食して抜けたりしている。壁が抜けるのも日常茶飯事で、カィトの首が2回も貫通したほど（ねぎの40とねぎの54。いずれもメィコがカィトを殴り飛ばした。後者は後述）。ねぎの46の時点で電話機も未だに黒電話。その激しい老朽化のため、遂にねぎの67で取り壊しが決定してしまい、ぼかろ荘の裏に建てられた全く同じ間取りの新ぼかろ荘への引越しが決まった。メィコによるとスタジオもあるらしい（ねぎの2）が、結局登場する事はないまま取り壊しとなった。
「伊達直入」から荷物が届いた事がある（WEB版ねぎの55）。
保有している車はスバル・サンバー（ねぎの9、ねぎの11 side-B）。
ぼかろ商店街
ミクたちが買い物に行く商店街。様々な店舗が軒を連ねており、レォン、クマ店長、アンも店を出している。アーケード商店街ではない。
- ぼかろ音楽教室

アンの音楽教室。生徒はおおらかで、授業中にアンがフィギュアを買いに行くのを公認するほど（ねぎの13 side-A）。ただ、その生徒から（アンの知らない間に横にいた）ルカの存在は「アン先生のモトカノ」と認識されている（ねぎの50）。
- くりぷと青果店

ねぎの13以降でネルが働く青果店。レォンが店長。ねぎの専門店クマの向かい。
レォンは八百屋にしたかったらしいが、ネルが説得して現在の青果店に変えさせた。変更理由について、当のネルは健康志向を理由とし、「誰もバナナ売ったらレンきゅん来てくれるからなんて思ってないんだから!!」と言うが、実際はレンのためである。
- ねぎの専門店クマ

ねぎの13以降でハクが働くネギ専門店。クマ店長が店長だが、前述の通り事実上ハクが仕切っている。くりぷと青果店の向かい。
ネギだけでは経営が厳しいようで、期間限定でネギの配達サービスを行っていたり（ねぎの22 side-B）、七夕期間中には笹飾り用の竹を販売したり（ねぎの25）している。ねぎの36 side-Aの冒頭部分では僅かながらネギ以外の野菜も販売しているように描かれている（ニラらしきものがあった）。
クマ店長は青果店にしたかったらしいが、ハクがミクのためにクマ店長を脅して現在のネギ専門店に変えさせた。
- ゲームセンター（店名不明）

ねぎの43で登場。一般的なプライズゲームや対戦型格闘ゲーム、「初音ミク Project DIVA Arcade」の他に「Dance Dance Revolution」「太鼓の達人」とおぼしきゲームが設置されているゲームセンター。
ミク達に付き添っていた店員は事実上ボケ担当であり、プライズゲームの景品が取れるのかという疑問から「命賭ける？」というミクの問いに「賭けます！」と即答してしまうほど（リンに「賭けんな!! 即答かい！」とツッコまれる）。
「初音ミク Project DIVA Arcade」はタイトルと設定を変えて電子世界の歌姫が世界を守るという設定の「初音キク Protect DIVA」となっている。アンはよく「Protect DIVA」でオールパーフェクトをよく出すが、声・顔・仕草がパーフェクトだとしてキクを「完全に実写」と言い切り店員に「二次元へ繋がっている扉」がどこにあるのか聞き店員を困らせた。
オトマニ堂
ねぎの8でミクたちが買い物をしたデパート。ここで迷子になったレンがネルの携帯電話を拾い、ネルが一目惚れした。店名の元はOtomania。
海の家ぼかろ
WATが経営する海の家。ねぎの9でクマ店長が雇われ店長として登場。
ファミレスくりぷと
ねぎの12でネルやミクがアルバイトをしていたファミリーレストラン。レォンが店長だったがミクの言葉攻めでダウン、バイトのミクに乗っ取られた。
東京ビッグサイト
ねぎの41でアンが参加したコミックマーケットの会場。後述。
鳥取県米子市
ねぎの44でぼかろ荘の面々が招待された都市。後述。

### アイテム
ネギ
ミクの大好物。本作の最重要アイテムであり、タイトルロゴもネギを意識したデザインとなっている。
切れてしまうと前述の通り「はつねミク」に変身してしまうため、ぼかろ荘でのストック管理やねぎの専門店クマでの在庫管理には細心の注意を払う必要がある。
ミカン
リンの大好物。リン本人は切れると「かがみねリン」に変身できると思っている（前述）が、切れる気配はない。
メィコの右手
「アイテム」ではないが、メィコの力はほぼ「凶器」といっても過言ではない。カィトを投げたり殴り飛ばしたりするのには必ず右手を使う。なお、ねぎの40では電話機の受話器を左手で壊している。
10tハンマー
リンがミクの頭を殴る際に使うハンマー。「10t」と書いてはあるがそれをリンが振り回す（4巻出張版「ミュージカル」）のは不可能であるため、実際の重量は10tもない。
ハクの呪い（？）
こちらも「アイテム」ではないが、ハクの怖さは決まってクマ店長を怯えさせてしまう。クマ店長が店長であるはずの「ねぎの専門店クマ」が事実上ハクに仕切られてしまっている一因といえる。

## 作中で発生した騒動
騒動名は便宜上のもの。（）内は発生回。

### 1巻
勘違い暴走事件（ねぎの14）
風呂上がりのカィトをガン見したミクとリンが勘違いで「変態だー!!」と叫ぶ。カィトがミクとリンを追いかける様子を見たメィコはさらに勘違いを起こして右手でカィトを殴り飛ばしてしまう。しかもその時のカィトの格好を見てまたしても右手でカィトを殴り、カィトはくりぷと青果店付近まで飛ばされてしまいレォンに激突。気絶したカィトを起こそうとレォンは人工呼吸を試みるも、ネルは（レォンがいくら本気でも）直視できない。
目が覚めたカィトは目の前にレォンがいるのを見て「貞操の危機」を悟り、悲鳴を上げて逃げる。
その時、ねぎの専門店クマにてミクとリンがクマ店長にカィトの居場所を聞いたところにカィトがいたためミク・リン・カィト揃って店内で暴走。最後にはカィトがハクにダイブしてしまう。
その頃、ミク・リン・カィトを探していたメィコは「カィト君にも悪い事しちゃったなあ」と反省し謝罪しようとしていた。しかし、ミク達を見つけた時にはカィトはハクにダイブしてしまった後であり口をあんぐりさせるメィコ。
挙句、カィトは両足と右手を骨折したようで入院する結果になってしまった。左足のギプスには「ごめんね」と、ミクとリンの謝罪の一言が書かれていた。

### 2巻
家出騒動（ねぎの21）
ミクが庭で遊んでた際に子猫が草むらから飛び出てきて噛み付かれてしまう。
しかしその子猫が倒れるほど空腹だったためミクが保護し牛乳を与える。その後ミクは、子猫に牛乳を与える際に部屋を散らかしたことをメィコに問い詰められるが、責任を子猫になすりつけようとした為に叱られてしまい「めーちゃんなんか大嫌いだあああ!!」と言い残しぼかろ荘から家出してしまう。
子猫に「ぶち」という名前をつけた後、偶然見つけた土管を住処にする。土管の中で最初は強がっていたミクだが、自分達の寂しさが段々強くなり泣きそうな所にメィコと親猫が現れ涙してしまう。
ぶちと別れを告げた帰り道、満開の桜の木の下でミクは家族の大切さを改めて実感した。
シュールストレミング（ねぎの22 side-B）
アンが日本に持ってきた缶詰。その臭いからルカ以外全員が悲鳴を上げ、クマ店長に至っては気絶して倒れる始末。アンとルカの他に食べることができた住人はおらず、ルカの味音痴を疑わせる証拠となっている。
なお、アンがシュールストレミングを日本に持ってきたのはSWEET ANNの開発元であるPowerFXがスウェーデンの企業である事と無関係ではない。作中では「日本では現在輸入禁止である」とされているが、実際は川口貿易のみが輸入しており同社のホームページで購入できる。ただし、制度の関係上常時購入できるわけではない。詳細はシュールストレミングおよび川口貿易を参照。
この騒動はOtomaniaや森岡達によって事実上再現された。
リミット牛乳食あたり騒動（ねぎの24）
ある日、少しだけ残っている牛乳を見つけたメィコはカィトにその牛乳を飲んだかどうか聞き、「飲んでないよ」と答え一安心。実はその牛乳がすでに賞味期限が切れていたとメィコから知らされカィトは真っ青。
一方その頃、お絵描きをしていたミクとリン。そんな中、ミクがリンにクレヨンを貸してほしいと頼んだその時に苦しみだしてトイレに直行。リンが「（ミクが）急に苦しみだしてトイレへ！」とメィコを呼ぶが、メィコはリンに「ここにあった傷んだ牛乳飲んでない!?」と聞いたために、ミクがその牛乳を飲んだ結果腹を下してしまった事が判明。寝込むミクにメィコは「お腹は痛くない？」「何か欲しいものある？」と聞くもミクは「ああああ……」とうめき声しか上げず会話が成立しない。
カィトが買い物に行く事になるが、メィコとリンがしっかり計画しているのを見て感心するカィト。その様子を見たルカは「私も何かお手伝いできることありませんか？」と聞いたために、リンは「あれ（傘回しをするミクとそれを叱るメィコ）止めてくれる？」と頼む。
買い物にカィトとレンが行こうとしてルカが「メィコさんと行かれた方がよろしいのでは？」と言い赤面のメィコと「ルカちゃん、ナイスアシスト!!」と親指を突き立てたリンだったが、ルカの言い分はぼかろ荘の禁句「メィコさんが一番力持ちですから」。メィコは落ち込みリンは「オウンゴール!!」と真っ青。
結局カィトとレンで買い物に行くが、その途中でレンがヒマワリを見つけ「ぼかろ荘ってヒマワリとおんなじだね」としみじみするカィト。
買い物から帰ったカィトはメィコから飲み物を渡されるが、渡された飲み物は問題の牛乳であったために今度はカィトが腹を下し倒れた。
その後もねぎの26でミクはリンにこの件で責められている。
プールパニック（ねぎの26 - 27）
猛暑の中、夏バテしていたミク。昼食の時間になっても動こうとしないミクを見かねたリンは前述の食あたりを引き合いに出しミクを食堂に連れて行く。
メィコに「今年も海に行きたい」（去年はねぎの9 - 11）と頼んだミクとリンだが、WAT曰く「海にサメが出た」らしく、対策工事のために海が閉鎖されてしまった事をメィコから告げられ「全部フカヒレにしてやるぅ」とショックの2人。セレブのルカが「プライベートビーチにご招待しますよ？」と言うがそのせいで更にショックを受ける2人。
そんな中、レォンが「プールの無料券がある」と言っていたとカィトから言われくりぷと青果店に向かうミク達だが、レォンとネルは相変わらず。大量の無料券を渡されるも理由が分からないミクが理由を聞くと、「ミーが経営することになったディス」。更にその時に「プールの売店はネルさんが店長代理ディス」と告げられたネルは「別にうれしくないんだからねっ！」とそのままツンデレが発動してしまい、ルカ越しでレンに褒められるも否定を繰り返す（「すごいなー」→「別に大したことじゃないわよ！」、「信頼されてるね」→「私しかスタッフがいないだけよ！」、「頑張ってね」→「言われなくても頑張るわよ！」。オチはミクの「ボクと夜明けのバナナはいかが？」→「ウソつけ!!」）。
その後、プールへ行ったぼかろ荘の面々だがアンはその時コミックマーケットに行ったため今回は欠席。プールには、ねぎの25でのパンダ塗装のペンキが落ちずにねぎの専門店クマが閉店中だったことからハクも手伝いに来ていた。今回もレォンがデザインした制服を褒めたことからメィコにつねられるカィト。
遊んでいる時にバットを取り出して、ミクはプールにもかかわらずスイカ割りをやろうとしてリンに怒られるも、その後そのバットでカィトを飛ばそうとするミク。一方のカィトはメィコに詫びるも聞き入れてもらえなかったその矢先、緊急事態を察知したカィトはプールに一直線。子供が溺れており、それを助けたカィトを見て歓声が響くプールサイド。
ところが、プールの監視員は子供が溺れていた時に女性をナンパしていた事がカィトの怒りを買い「恥を知れ!!」と怒られる。その後監視員はカィトに毒づいた直後にミクのバットで飛ばされた。
乱丁クリームシチュー（ねぎの28）
事実上、ルカの味音痴を確定させた騒動。
この日はルカが料理担当であり、以前のガリやシュールストレミングからルカの味覚に不信感を持っていたミクとリンがルカの料理についてアンに聞いたところ、アンは答えずに仕事へ行ってしまう。アンがうつむいているとカィトから聞いた2人は「死亡フラグ!?」と怯えた。この話を聞いていたルカが涙目で「私の味覚って変でしょうか……？」とミク達に聞いたところ、あっさりメィコから「うん、変だと思うよ？」と言われたが「最初は誰でも失敗して当たり前じゃない」とフォローされ意気込むと、レンからレシピ本を渡されその中からリンの意見によりクリームシチューを選ぶ。ミクは不満だったがリンから「玉ネギもいっぱい使うで？」と聞き「さすが食いキャラ！」とリンに言い「誰がや!!」と激怒するリン（原因は前述）。
ところが、ルカはレシピ通りに調理したにもかかわらず、鍋にあったのは「シチューとは思えないもの」。原因を探ろうとリンがレシピ本を調べると、レシピ本の乱丁が発覚。ルカが乱丁に気付かないまま調理した結果、リンから「シチューと納豆汁とブリ大根が合体してる……」と告げられ途方に暮れるメィコ、カィト、ミク。ルカは諦めかけたが、カィトのフォローにより全員で残さず食べた。夕食後は全員が疲れ果てていた。
しかも、その翌日にルカは「イカの塩辛味のクッキー」を作りミクとリンを怯えさせてしまう始末。
その後もねぎの45で風邪でダウンしたリンがおかゆをメィコに作ってもらうようルカに頼んだところルカは「今から私が作ってきます！」と言いリンから「や め て」と言われてしまう。リンの風邪がうつってミクもダウンした際にまたしてもルカは「ではさっそく私がおかゆを……」と言いミクとリンから「や め て」と言われてしまう。
更にねぎの61でネズミが食べたレンの「カスタードクリームと刻みニンニク入りのおにぎり」は即座にルカが作ったものとミクとリンに断定される、ねぎの64でのキャンプ中に作ったカレーライスの味調整をしようとしただけ（その際、飴・タバスコ・マヨネーズを出しはしたが）でミクとレンに制止されリンから「ルカちゃんだけはアカン」と警告される等、ルカの味覚が信用される気配はない。

### 3巻
ブラックコーヒー、飲める？ 飲めない？（ねぎの33）
朝食中、カィトがコーヒーのおかわりをメィコに頼んだ際に、リンがコーヒーについて考え出した。その直後、前述の能力でルカに「コーヒーがどうかしましたか？」と心を読まれてしまう。
会話中にリンとルカは2人ともコーヒーよりもお茶が好きだと知り意気投合。2人ともコーヒーの苦みが苦手であるが、それならミクはコーヒーを飲めるのか飲めないのかという話になるが、当のミクは廊下でうたた寝。
リンはミクの牛乳をメィコのコーヒーにすり替えて何も知らないミクに飲ませるが、ミクはあまりの苦さに吐いた。半ば喧嘩になってしまい（リンが「ミク姉はコーヒーが飲めるんかどうか確かめかってん」と説明してもミクの言い分は「飲めたら吐くかーっ!!」という至極当然と言えるもの）、メィコが「ミクちゃんたちも大きくなったら飲めるようになるわよ、きっと」と仲裁するも、そこにアンが「ガキどもはガキらしくミルク飲んでりゃいいのデース」と言ったため事態は一変。ルカから「アン先生ってコーヒー飲めましたっけ？」と指摘され、そのままアンの飲まず嫌いが発覚。ミクとリンに「子ども以下」と煽られたアンは意地でカィトのコーヒーを横取りして飲んでしまう。その結果、アンは「意外といけるデス」と飲まず嫌いを克服し、ミクとリンは呆然。
ミクが「やっぱり大人にならないとダメなのか！」と言ったのを聞いたリンは「変身したミクならコーヒーを飲めるのではないか」と考え、ミクに「最近ネギが不作で品薄らしく、しばらくネギは食べられへんらしいで」と嘘をついた結果、ショックでミクが変身してしまう。ミクがいきなり「成長」する事態に直面したルカは呆然としリンに説明を求めるが、リンはルカへの説明を後回しにしてミクにコーヒーを飲ませる。ところが、「はつねミク」の中身は「初音ミク」ではなくあくまで「はちゅねミク」であるため吐いてしまいリンの作戦は失敗に終わる。ルカも最後まで事態を飲みこむ事ができなかった。
悪夢のケータイ開発（ねぎの35）
ぼかろ荘にかかってきた電話を取ったルカは、相手が「クリプトンのモバイル担当」と名乗ったのを聞きセールスと勘違いして電話を切ろうとする。相手がクリプトンの人間だとわかるが「わっしょい」と名乗る相手に「とても威勢のいい方」と困惑するルカ。実は「わっしょい」というのはクリプトンのモバイル担当、目黒（前述）のニックネームであった。
クリプトンが独自の「携帯端末」を開発するというが、その前にぼかろ荘は黒電話であるために何の事かよくわからないミクは「携帯端末」を「けーたいたいまつ」と聞き間違えてしまう。
結局それが「携帯端末」＝「携帯電話」と判明し納得のミク達。欲しい機能を聞くメィコだが、リンが「普通のケータイってどんな機能ついてんの？」と聞いたためにぼかろ荘の面々は誰も携帯電話を持っていない事実に気づき愕然とするメィコ達。
携帯電話を持っているネルに助言を頼むメィコだが、ネルの要求はメィコにとっては専門用語過ぎるのか理解できずにひたすらメモを取るメィコ。それをわっしょいに伝えようと電話するミクだが、その際「カロリーの高い食べ物が大好きなわっしょいさんですか？」と言い「はいそう……ってそれWATさんから聞きましたね!?」と立腹のわっしょい。しかもその際にレンがロボットのおもちゃを持っていたのを見て何かを思いついたミクはそれをこっそりわっしょいに吹き込むが、実はこの発言が後々騒動を引き起こす。
開発終了後、線がつながっていないのに相手の声が聞こえたり相手に話せたりするのが不思議で大盛り上がりのミク達。そんな中、わっしょいがカィトに「3939」（＝ミクミク）にコールするよう要求するも、注意点を聞かずにコールしてしまったカィト。その直後、現れたのは多目的ロボット「超合金はちゅねミク」。ミクがわっしょいにこっそり要求していたのはこのロボットであった。
ミクが操縦のためレバーを操作しようとするが、レバーを折った拍子に頭を打ち気絶。しかも、超合金はちゅねミクはそのまま暴走。そのうえ何故かそのままわっしょいの大好物ジャガイモを植えるという始末。
リンが「ミク姉！ はよ止めて!!」と叫ぶも、気絶しており反応しないミク。そこに「応援」として現れたのはクリケン1・2・5号の3人からなる「ピアプロ戦隊クリケンジャー」。しかし全員お腹がポッコリしており、また3・4号がいないためリンに「あと2人はどこいった!?」とツッコまれる始末。挙句の果てに超合金はちゅねミクの止め方は、クリケンジャーの皮脂で超合金はちゅねミクの足を滑らせるというものであり、「メタボの勝利だ!!」というクリケンジャーにリンは「カッコよさのカケラもないわ!!」と激怒。最終的にはクリケンジャーも巻き込んでドクロ雲を出して消滅した超合金はちゅねミク。
無事だったミクだが、なおもわっしょいはロボットを頑丈にしようと提案した。ミク達の回答は「（ロボットなんて）いらんわ!!」の即答だった。
なお、「超合金はちゅねミク」自体は3巻の表紙では正常に動作していた様子。
おねしょと雨漏り（ねぎの37）
いつもより早く（ミクの部屋の時計では6時25分）目が覚めたミク。かけ布団をめくると敷布団に大きな水溜りが出来ていてミクは「（おねしょを）や……やっちゃったー！」と絶望する。とりあえず布団を干しに行こうと思ったら外は大雨。しかし自前の機転を生かし隣で寝ているリンの布団と取り替えようとする。
無事布団を入れ替えた後にリンが目覚め、濡れている布団を見て「や……やってもうた……！」とミクと同じリアクションを取るリン。そこに「あーっ！ みーちゃった！」と自分ではないとアピールするミク。しかし普段は早起きしないミクが早く起きている事を不審に思ったリンは「ウチの布団とすり替えたんやろ！」とミクを問い詰めてミクの部屋に行ったところ、その布団も濡れていた。驚いたミクだが、「いやあ偶然だね、ボクもおねしょなんだ」ととっさに嘘をつく。「チャラ男か」と呆れるリン。
とりあえずドライヤーで布団を乾かそうとするミクとリンだが、そこにカィトが現れたためメィコに一部始終が知られてしまう。メィコは「別にそれくらい正直に言えばいいのよ？」と呆れ顔。
ところが、布団へのおねしょのはずなら濡れていないはずの畳までも濡れており、「どういうことなの……」と困惑する2人。
そんな中、ミクとリンに水滴が落ちてきたために恐る恐る天井を見ると、天井から水が漏れていた。つまり、「おねしょ」の原因は屋根からの「雨漏り」だった事が判明。「だったらリンちゃんの布団とすり替える必要なかったんじゃん！」と安心するミクだったが、その一言で布団をすり替えた事がリンにバレてしまう。案の定ミクは「さっき驚いてたんはそういうことやったんか……」とリンから挙骨制裁を食らう結果になった。
禍々しいものもらい（ねぎの39）
夜更かし（原因はリンの顔へ落書きしたためであり挙骨制裁を食らう）をした結果朝からボーっとしていたミク。朝食の用意が終わったが、その時にネズミが現れ、驚いたメィコが味噌汁の置いてあるトレイを投げてしまう。
運よく1つ汁椀をキャッチしたものの、その直後に味噌汁を浴びて「あっちーっ!! なんじゃこらぁー!!」と暴走してしまうミク。結果、左目に味噌汁が入り腫れてしまう。病院に行ったところ、メィコの言う「ものもらい」、リンの言う「めばちこ」を患った事が判明する（その際にルカが「どっち？」と困惑するが、いずれも麦粒腫の意味。前者が関東等、後者が関西等での呼び名）。
その後、ねぎの専門店クマに行ったミクとリンだが、偶然（運悪く？）ハクも麦粒腫を患っており、あまりの禍々しさにミクとリンが真っ青になってしまった。
コミケの売り子も楽じゃない!!（ねぎの41）
東京ビッグサイトで開催されたコミックマーケットに同人サークルとして参加したアン。しかしその横にいたのはシスターのコスプレをアンに強制され涙目のカィト。抗議するもアンは聞き入れないどころかその服装で出てもらう事をカィトに言っていなかったためアンに不信感を募らせるカィト。
アンのサークルスペースで1人困惑するカィト。アンと彼女のファンの会話もさっぱりわからないうちにアンの同人誌（題材は前述の「危険な妄想」）は完売し、ノリノリのアンとは裏腹にヘトヘトのカィト。ぼかろ荘の面々には黙っておくように念を押すカィトだったが時既に遅し、アンは「仮装パーティーみたいなのするからおいで」と面々をコミックマーケットに誘っており、もう面々はコスプレで参加していた。
シスターのコスプレをしているのがカィトだと誰も気付かない中、カィトに「本当にお綺麗ですね」と声をかけてきたのは「ストリートファイターII」の春麗とおぼしきコスプレのメィコ。春麗のコスプレをカィトにも見てもらいたかったというメィコ。
しかしミクとリンがシスターの衣装を触ったその時、衣装が「ズルッ」と音を立ててずれてしまう。しかも、そのせいでシスターの正体がカィトだった事が発覚、アンのサークル周辺が凍りついてしまった。
レンの一日（ねぎの42）
本作でセリフが全く無いレンが主人公となった回であり、吹き出しのセリフは一切なかった。
1人でおつかいに（いつも通りのぼかろ商店街）行くことになったレンだが、その帰りに老婦人が袋に入れていたミカンを道にばらまいてしまい困っているところに遭遇する。レンはそのミカンを拾って老婦人を助けてあげるが、別れ際に今度はレンが財布を落としてしまい、それを見た老婦人がレンを呼ぶもレンは気付かずに行ってしまう。その後、老婦人はレンの財布を拾うと何かが書かれている事に気付く。
一方、帰宅したレンはやっと財布の紛失に気づきメィコに報告するも、メィコから「財布にぼかろ荘の電話番号が書いてあったので、拾い主（老婦人）から連絡があった」という内容の説明を聞き一安心。むしろ老婦人を助けた事を褒められたレン。
その後、レンへのお礼としてその老婦人から大量の荷物が届けられてきたが、なぜ老婦人がぼかろ荘の住人全員の好物が分かったのかは不明。

### 4巻
地獄のぼかろ荘（ねぎの46）
ぼかろ荘に忘れ物をしてしまったカィト。それを届けに行く事になったメィコだが、その結果ミク達が留守番をする事になる。そこに目を付けた貞松は窃盗や誘拐を企てていたが、その時点で既に周辺からは怪しまれていた。
「電気屋の定期点検」を騙ってぼかろ荘に侵入した貞松はルカに「みんなと遊んできてもいいよ」と言うが、それがルカには「電気屋さんが一緒に遊んでくれる」と解釈されてしまい、ルカがミクとリン、レンを連れてきたために焦る貞松。適当にあしらおうとした貞松だが、ミクから「プロレスごっこやろうぜ！」と提案され、それを「まあ所詮子どもの遊びだしな」と甘く見たのが貞松にとっては運の尽きであった。相手役のミクからは先制攻撃を受ける上に尋常じゃない力でチョークスリーパーをかけられてしまう。リングアナ役のリンの実況にも熱が入るが、限界の貞松はたまらずタップ。しかしレフェリー役のレンは全くその様子を見ておらず、貞松はあっさり気絶（なお、その際ルカは解説役だった。ミクのリングコスチュームに書かれていた文字は本作の最重要アイテム「葱」）。
貞松の弱さ（ルカ曰く「カィトさんならまだまだ平気ですのに」）に呆れたミク、リン、ルカ。貞松に負担をかけすぎたと思ったリンの「じゃあ電気屋さんに負担のかからん遊びにする？」という提案を聞き何かを思いついたミク。
気が付いた貞松は首から下が土の中に埋められていたため驚愕。しかも目の前には「スイカはどこだー」と目隠しをしてバットを持っているミク。つまり、ミクは貞松の頭をスイカに見立て、その状態でミク自身の大好きなスイカ割りをしようとしていたのである。「シャレになんないって！」と抗議する貞松だがリンから「プラスチックのバットやから」と言われ一安心するが、バットが貞松の頭をかすったところ「ズドン」という音がして驚く貞松。ミクがバットを確認したところ、バットはプラスチック製ではなく金属製（つまり金属バット）であった。
戻ってきたメィコは「助けておまわりさーん!!」と泣き叫ぶ貞松を見つけ「誰あの人!?」と驚愕する結果になった。
今回の場合、貞松は少なくとも住居侵入罪に加え、窃盗もしくは未成年者略取（いずれも未遂）の罪に問われる。
ぼかろ荘VSクリプトン 大運動会（ねぎの47 - 48）
ぼかろ荘にWATが「挑戦状」を送りつけてきた。運動会（ぼかろ荘メンバーとクリプトン社員の対抗戦）をやるとし、ぼかろ荘が勝ったら豪華賞品上乗せとして張り切るメィコ。
ところがメィコの強引な特訓のせいで全員がやる気をなくす。「賞品が欲しい気持ちはわかるけど、みんながイヤな思いをしてまで欲しいものかな？」とメィコに指摘したカィト。そんなカィトをアンが褒めてキスしてしまい目を覆うミクと真っ青になるリンだったが、これに最もショックを受けたのはメィコであり、メィコはヘラヘラしたカィトを「何よヘラヘラして！ カィトくんのバカーッ!!」と殴ってしまう。
当日現れた「クリプトン精鋭部隊」はねぎの35で登場したクリケン1・2・5号であり、3・4号がおらず「また2人ほど欠けてるやん」と呆れ顔のリン。しかも自称「総帥・ミスターX」は頭巾に「WAT」と書かれており、クリプトン精鋭部隊のリーダーがWATである事は確定でありがっかりのミク。しかも「WAT」は「W：ワタナベ A：アンダーソン T：トムソンガゼル」だと無理矢理自称してどや顔のWAT。だが、そのニックネーム自体が本名の佐々木渉（わたる→Wataru）から来ているため、容赦なく「ウソつけ!!」とツッコむミクと「もっとマシな名前出てこんかったん？ 何やそのドヤ顔」と呆れるばかりのリン。挙句にはねぎの35で「カロリーの高い食べ物が大好き」とミクに教えたWATへの腹いせなのか、実況のわっしょいからも「おバカな総帥」と言われてしまう始末。
運動会（5番勝負の勝ち星を競う）の結果は以下の通り。
- 玉入れ - クリプトン精鋭部隊の勝ち。ところがクリプトン精鋭部隊の勝因はクリケン3人がぼかろ荘チームを妨害したためであり、怒りのあまりミクはクリケン3人に玉を投げつけてしまう。メィコ・カィト・アンがWATに抗議するもWATは聞き入れずぼかろ荘チームは憤慨したまま綱引きに移る。WATではないと否定する「総帥」だが、既に否定する意味はなかった。
- 綱引き - ぼかろ荘チームの勝ち。玉入れで憤慨したメィコ・カィト・ミクに対して、2号がメィコを「管理人のおばさ……」と小声で言うも当のメィコ本人に「管理人のおばさん」と聞こえてしまい（5号が2号に「おねーさん」と指摘した頃には既に手遅れ）、それがメィコの逆鱗に触れ開始の合図とともにメィコが前述の力で「誰がおばさんじゃー!!」とクリケン3人を飛ばしてしまい、3 VS 3のはずがもはや「クリケン3人 VS メィコ1人」という状態であっけなくぼかろ荘チームが勝ってしまいカィトが呆然。わっしょいの実況も「ぼかろ荘チーム瞬殺だー!!」。
- 騎馬戦 - ぼかろ荘チームの勝ち。ぼかろ荘チームの騎手レンに見惚れたクリプトン精鋭部隊の騎手WATが放心状態になったところにレンがWATのリボンを取ってしまう。
- 二人三脚 - クリプトン精鋭部隊の勝ち。ところが1号と2号がメィコとアンの胸に見惚れ、先にゴールした直後に謎の大量出血を起こす。
- 400mリレー - ぼかろ荘チームの勝ち。途中レンが転倒するも、アンカーのミクがWATを怒涛の勢いで追い抜いた。一方のWATは息切れを起こし、ミクとリンから叱られた。
- 最終結果 - ぼかろ荘チーム：3ポイント VS クリプトン精鋭部隊：2ポイント、ぼかろ荘チームの勝利。

その晩クリプトンからサンマやマツタケが送られ、ぼかろ荘の夕食はごちそうとなった。
一方その頃、クリケン3人から運動不足と指摘されたWATは「出勤する時はエレベーター使ってないもん！」と言い張っていたが、5号から「それ健康診断の前だけじゃないですか！」とツッコまれていた。
戦慄の豆まき（ねぎの54）
節分の豆まきをしようとしたところ、その豆を食べてしまい挙骨制裁を食らうミク。
今回の豆まきではかくれんぼを混ぜてみようというメィコ。そこで鬼役を頼まれたカィトは「ミクちゃんの投げる豆すっごい痛いんだもん！」と鬼を頼まれただけでげんなり。しかも当のミクは「安心しろ、今までのは単なるメラだ」と主張したためカィトは「今まで全力じゃなかったってこと!?」と途方に暮れてしまう。そこにアンが「ワタシも鬼やりたいデース！」と「うる星やつら」のラムとおぼしき格好で登場。「アンさんそんな格好で寒くないの!?」というカィトの問いに「そんなの気合デース！」と答えたアンだったが、アンの背中からはなぜか電源コードが伸びており、それを見たリンはコードをたどった先にあった電源プラグをコンセントから抜いた。するとアンは「ア……アンビリカルケーブル切断……」と倒れて寒さに震えてしまう。原因はアンの衣装が電気毛布で出来ていたため（つまりリンが抜いた「アンビリカルケーブル」は電気毛布の電源コード）であり、結局鬼はカィトのみ。
そんな中、柱に左足の小指を打ってしまい激痛で顔が赤くなってしまったカィトにルカはレンの発言として「鬼になりきるための迫真の演技ですか！」と言い、結局レンとルカから豆を投げつけられてしまうカィト。逃げ切ったところで今度はミクとリンがハトの扮装をしてカィトに大量の豆を「吹き付ける」ミク。
またも逃げるカィトだったが、足を滑らせ、そのままメィコにダイブ。メィコにとってはほぼ「お待ちかね」のシチュエーションではあったが、反射的にメィコは「カィトくんのエッチー!!」とカィトを投げ飛ばしてしまう。その結果、案の定カィトの首はぼかろ荘の壁を貫通、2枚連続で抜いてしまう。カィトの首が埋まった壁を見たリンが出した結論（もはやオチ）は「めーちゃんがおる限りぼかろ荘に鬼が出ても大丈夫やな……。壁2枚、新記録や」。
リンと桜の木（ねぎの57 - 58）
公園で遊んでいたリン達。そこにある見知らぬ少年がいて、リンは最初は乗り気でなかったもののすぐに打ち解け遊びだした。
その少年から手紙を渡されたリンは桜の木の近くにいた老人に渡すも、「この手紙の少年はもういないんじゃ」という驚愕の事実を告げられる。少年に事情を聞こうと詰め寄るもすり抜けてしまい、少年が実は幽霊である事が発覚。「木には登らない」という老人との約束を破り転落死してしまったのであった。少年はそのまま消えかけたが、「最後まであきらめんなや!! あんたそれでも男か!?」と激怒したリンが少年の両親を公園まで連れて行く。
しかし「あんたのせいでウチの息子は……!!」と老人を責める両親達。見かねたリンはショウタの魂を自分の体へのり移させ、老人のせいで自分が死んだ訳ではないではない事を必死に説明すると、そう思い込んでいた両親は号泣し老人と和解、思い残すものも無くショウタの魂は天国へ消えていった。
それを見届けたリン達は公園を後にした。その後、彼が落ちたと思われる枝に花（蕾）が咲いている。
高額フリーマーケット（ねぎの62）
公園で開催されたフリーマーケットに出店したぼかろ荘の面々。大儲けしようと張り切るミクだがカィトは「本当に必要とする人たちの手に届けばいいんだよ」と説明。するとミクとリンが「サイクリング!!」と言い「リサイクル!!」とツッコむカィト。
フリーマーケット中、ぼかろ荘のブースにホームレスのような老人が現れ、ミクが「ちゃんと風呂入ってる？」と聞きリンに「失礼なこと言うな!!」と怒られ挙骨制裁を食らう。しかし老人はミクを素直だといいぼかろ荘のブースを物色していると、幼いころ大切にしていたというロボットのおもちゃを見つけ、ミクに「売ってくれんかの!?」と頼む。しかしミクはそれが公園に捨てられていた拾い物である事と元々老人のものであった事から代金の受け取りを拒否。ところが老人はそういう訳にはいかないとして「お嬢さんならこの金券、必ずや正しい使い方をしてくれるじゃろう」と言いミクに「金券」を渡す。その直後、スーツ姿の男性が現れ、逃げた老人を追っていた。
その後、メィコとカィトがミクに渡された「金券」を見たところ、その「金券」は10億円もの「小切手」。しかもミクはそれを募金もしくは寄付しようと言いだしメィコとカィトは呆然。しかしミクは渡されたもの（小切手）が何なのかはよくわからないとしながらも「『本当に必要とする人たちの手に届けばいい』って言ってたんじゃん？ これ（フリーマーケット）ってそういうもんなんだろ？」と言ったためそのまま寄付する事に決まる。
翌日、リムジン（カーナンバーは「3939」＝「ミクミク」）で「幼い女の子（ミク）が匿名で10億円もの寄付をした」というラジオのニュースを聞き微笑んでいた企業の会長たる老人は、実は前日にミクからおもちゃを10億円で購入した、ホームレスを装っていた老人であった。
ぼかろ荘のオバケ（ねぎの63）
夜中、ミクに起こされたリンはミクのパジャマがびしょ濡れになっているのを見て事情を聞くも「ちょっとちびっちゃった！」というミク。ミクが「台所で出た」と言ってもパジャマのシミしか見ないリンに「もっとすごいのが出た」と言うと今度は「大きい方まで!?」と大顰蹙のリン。ミクは台所で「オバケ」を見てしまったのだった。
翌日、ルカが「まさか泥棒では!?」と疑うも「毎日きちんと戸締りはしてるよ」というカィト。すると今度は「はっ！ テレポートが使える泥棒!?」と言ったルカに「それどこの風紀委員（ジャッジメント）？」と呆れながらツッコむカィト。しかもその中、なぜか死んだふりの練習をしているレンにも「相手はクマじゃないんだから」と呆れるカィト。
一方、メィコは朝食も昼食も食べていなかった。ダイエットをしているためであるが、実はこの件が伏線となっていた。
その夜、リンを連れて台所に向かうミク。台所に入ったところ、人の気配を感じたミクとリンが「で……出たーっ!!」と悲鳴を上げ、台所に駆け付けたカィトが照明を点けると、そこにいたのは寝ぼけて無意識にお菓子（ドーナツとカントリーマアム）を食べていたメィコ。食事制限の反動なのかお菓子に取りつかれていたメィコを見て呆然のミクとリン。
翌日、ダイエットしているのに体重が増えている事に頭を抱えていたメィコだったが、その原因が無意識のうちに夜中に食べていたお菓子だとは気付いていない。

## コラボレーション

### 米子市とのコラボ
2010年8月にクリプトン協力の下、鳥取県米子市と本作のコラボレーション企画が行われた。
- ねぎの44に米子市のイメージキャラクター「ヨネギーズ」が登場、その回は米子市（詳しくは大山・皆生温泉・米子がいな祭の花火）が舞台となった。
- 米子市ホームページにてパソコン・携帯電話・スマートフォン用の壁紙とうちわの台紙が配布されていた。現在は終了しているが、パソコン用の壁紙とうちわについては単行本3巻に付属するCD-ROMに収録された（3巻は帯にヨネギーズが描かれている）。

なお、この企画と直接の関係は無いが、現在は米子市役所にはちゅねミクの張り子が設置されている。この経緯については米子市ホームページを参照。

#### とっとりアニカルまつり2011
上記のコラボが行われた翌2011年には9月3日から9月4日にかけて、米子コンベンションセンター「ビッグシップ」にて「とっとりアニカルまつり2011」（以下アニカルまつり）が開催された。
アニカルまつりには、おんたま2人は「VOCALOID楽曲こんてすと」の、たまごは若林直美と共に「痛車ぷちカーニバル」の審査員として参加する予定だったが、当日は米子市に台風（平成23年台風第12号）が接近したために交通機関が麻痺。2人共大阪市から米子市へ出向く事が出来ず、「痛車～」の表彰式が中止になった。
この台風でおんたまの他にも影響があり、3日に開催された「声優トークショー」では鏡音リン・レンの声優下田麻美が欠席、残る若林と西墻由香は出席したものの最終的に下田はSkypeでの参加になった。なお、その翌2012年の9月8日から9月9日にかけて開催された「とっとりアニカルまつり2012」（トークショーには下田、若林、近藤孝行が出席）では、米子市が悪天候にならなかったためトークショーでSkypeを使う事は無かった。

### ルネサス エレクトロニクスとのコラボ
2009年11月20日、NECエレクトロニクス（現ルネサス エレクトロニクス）のトップページにはちゅねミクとルネサスのキャラクター「XBridge君」が描かれた。
2011年にはルネサスの公式ウェブサイトに掲載されている「うーちゃんと電子家の人々」にはちゅねミク、かぐぁみねリン・レンが登場した。

### アプリケーション
Amebaが提供しているスマートフォン向けアプリ「ウチの姫さまがいちばんカワイイ」のイベントに期間限定で初音ミクが登場しコラボステージのボスや編成用のキャラクターとしてはちゅねが登場する。

## スタッフ
- 漫画 - おんたま
  - 原作 - Otomania
  - 作画 - たまご
- Flashアニメ制作（2巻 - ） - たまご、森野あるじ（2巻）、野林保、fla3（3巻）
- 編集 - 貞松佳太、浅谷幸乃（1 - 3巻）、晴山多鶴子（2巻 - ）、中川香織（4巻）
- 単行本カバー・本文デザイン - ATOMIC DESIGN（1 - 3巻）、平野清之（4巻）
- CD-ROMデザイン・オーサリング - 山猫有限会社（1巻）、江原大介（2巻 - ）

- 協力
  - クリプトン・フューチャー・メディア - 佐々木渉、クリ☆ケン、目黒久美子（3 - 4巻）
  - スミス・ヒオカ
  - CAFFEIN
  - 鳥取県米子市（3巻）
  - ルネサス エレクトロニクス（3巻） - 森岡澄夫
  - グッドスマイルカンパニー（3巻） - ミカタン
  - ピアプロ会員（1巻）

## 単行本
全4巻。全巻に楽曲、Flashアニメ、パソコン・携帯電話の壁紙等が収録されたCD-ROMが付属している。CD EXTRA形式のため、パソコンの有無にかかわらず楽曲はCDプレイヤーで再生可能。楽曲は特に記載のない限りOtomaniaが作詞・作曲を手掛けている。CDのタイトルは、総じてテレビ番組のパロディとなっている。
1. 2009年1月26日初版 ISBN 9784048542838
  - 付属CD「はちゅねミクだよ全員集合」には楽曲、Flashアニメ、パソコン・携帯電話の壁紙を収録。楽曲は「ミラクルロケット39号」、「つっこみ坂」、「はちゅねのうずまき ～ぐるぐるほっぺのすごい奴～」（作詞・作曲：mirumiru）、「はちゅねみく音頭 ～はちゅね顔の絵描き歌～」（作詞・作曲：hmixt）、「NeGi boogie」（作詞・作曲：まいと）、「☆恋のPaPoPuPi☆」（作詞：☆μκёу☆、作曲：WEB-MIX）。ボーカルは「つっこみ坂」（鏡音リン）以外は初音ミク。
2. 2010年1月26日初版 ISBN 9784048544214
  - 付属CD「はちゅねミクのみなさんのおかげです」には楽曲、Flashアニメ、パソコン・携帯電話の壁紙、「ぼ～かろいどアイドル育成計画？すごろく」の画像ファイルを収録。楽曲は「みんなの手」（初音ミク＆鏡音リン＆巡音ルカ）、「秘密の魔法」（巡音ルカ）。「みんなの手」は東北地方太平洋沖地震が起こった翌日の2011年3月12日にOtomaniaが「ひとりひとりの手がつながり、大きな輪になりますように。」と、願いを込めて自身のブログに公開した[35]。
3. 2010年10月26日初版 ISBN 9784048545495
  - 3巻以降はモバイル版も収録。付属CD「踊る！はちゅねミク御殿」には楽曲、Flashアニメ、パソコン・携帯電話の壁紙（携帯電話用はFlash[36]含む）、角川書店「あらすじチャンネル」とのコラボ映像、米子市とのコラボ画像（前述）を収録。楽曲は「Funky Grooves Tonight」（初音ミク）、「シンケンショウブ」（初音ミク）、「ろいぱら音頭」（初音ミク＆鏡音リン・レン＆巡音ルカ）。なお、おんたま2人は貞松から紹介された米子市ホームページを見て3巻の発売日を知り「聞いてねーよ！」と同時にツッコんだという。
4. 2011年9月26日初版 ISBN 9784048546867
  - 付属CD「痛快なりゆき番組 風雲！はちゅねミク城」には楽曲、Flashアニメ、携帯電話の壁紙、WEB版・モバイル版を収録。楽曲は「ハンバーグのうた」（初音ミク＆鏡音リン・レン＆巡音ルカ）と「寄り道」（初音ミク＆鏡音リン）。なお、たまごのコメントが2巻では「保育園だった娘も……」だったのが4巻では「幼稚園だった娘も……」となっている。

## 関連商品
- 2012年4月4日にEXIT TUNESからリリースされた『EXIT TUNES PRESENTS Vocalogemini feat.鏡音リン、鏡音レン』[37]の購入者特典として、かぐぁみねリン・レンのいずれかのラバーストラップが封入されている。更に、6種類のうちいずれか1つのマウスパッドが封入されるが、そのうちの1つはVocalogeminiのジャケットイラスト[38]と同じ服装のかぐぁみねリン・レンとなっている。